# Мемориал артбатареи «А» — памятник «Боевой славы»
Мемориал артбатареи «А», — памятник «Боевой славы» — находится на территории в/ч 14108 (76—й отдельный командно-измерительный комплекс; НИП—9 в/ч 14108 УС «Глазница»), поблизости от Красносельского шоссе, за г. Кирхгоф.
Посвящён памяти моряков-артиллеристов артбатареи «А» — «Аврора», погибших 1941 году в борьбе с фашистами. Исходя из паспорта объекта, смонтированном на мемориале, — памятник сооружён в 1987 году на общественных началах, по инициативе и коллективному проекту: военврача артбатареи «А» — «Аврора» Павлушкиной А. Г., ветерана ВОВ, ветерана ВОВ Туркина В. П., командиров войсковой части 14108 Шульгина В. А., Максименко А. В., начальника политического отдела части Ачкасова Н. Б., личного состава 2-го отдела в/ч.
Активное участие в его строительстве, а также в раскопке и эвакуации станины 5-го орудия с поля на одной из вершин г. Кирхгоф принимал личный состав в/ч 14108.

## Состав мемориала
Мемориал представляет собой комплекс, состоящий из:
- Ограждения из цепей, укреплённых с провисом на столбах.
- Окантовки газона с центральным входом внутрь мемориала.
- Двух пушек ЗИС на постаментах.
- Подлинной станины 5—го орудия артиллерийской батареи «Аврора», стоящей на бетонном постаменте. Стоявшим в годы ВОВ на этой станине орудием 130/55 БС—13—1С[5] до вечера 10.09.1941 г. командовал А. В. Смаглий[4]. С вечера 10.09.1941 г. его заменила военврач батареи А. Г. Павлушкина, супруга. Станина была найдена в 1963 г. году бульдозеристом колхоза им. Жданова при производстве работ. 19 ноября 1987 года станина была передана председателями совета ветеранов артбатареи «А» (Павлушкиной А. Г. и Туркиным В. П.) командованию части, где 19 февраля 1988 года был открыт данный мемориал[4].
- Бетонной плиты с выбитой на ней посвящением, расположенной за станиной 5-го орудия:

«Здесь насмерть в суровые годы войны стояли солдаты великой отваги. Защитники мирного неба страны — храните их славу, и верность присяге!»
- Латунной плиты с текстом паспорта объекта (см.выше)[4].
- Латунной плиты с мемориальным текстом:[4]

«Станина со штырями (подлинные), на которых было установлено орудие № 5 артбатареи „А“ — „Аврора“. Командир орудия А. В. Смаглий. Передано личному составу войсковой части 14108 в память о геройски погибших артиллеристах — Авроровцах в сентябре 1941 г. при защите г. Ленина от фашистских захватчиков. 19 ноября 1987 года.»
- Латунной плиты с посвящением:[4]

«Преемникам Революционных и Боевых традиций ! Активный участникам строительства мемориала Артиллеристам — Авроровцам от командования легендарного Крейсера Аврора и Ветеранов Великой Отечественной войны. Ленинград, 1987 г.»
Так как данный мемориал находится на внутренней территории режимного военного объекта, для его посещения требуется предварительное согласование с командованием в/ч 14108.